# Sphaigne du Chili
Sphagnum cristatum
Espèce
La Sphaigne du Chili ou mousse de Nouvelle-Zélande (Sphagnum cristatum) est une espèce de  mousses de la famille des Sphagnaceae.
Cette sphaigne est originaire de Nouvelle-Zélande. Elle est néanmoins cultivée au Chili, notamment en Patagonie.
Son habitat-type est la tourbière, dont elle colonise la partie aérobie superficielle.
Sa lente dégradation au fil du temps permet la formation de tourbe.
Cette mousse est exploitée au Chili pour les besoins de l'horticulture, et plus spécialement pour la culture de l'orchidée.
En effet, sa forte capacité de rétention d'eau, couplée à une forte porosité et un effet anti-bactérien en font un substrat de premier choix plébiscité par les producteurs d'orchidées à-travers le monde, et plus spécialement en Asie.
Sa récolte s'effectue à la main, ce qui permet à l'habitat d'être préservé et de se renouveler dans un délai assez court, de l'ordre de 5 ans.
Seule la partie vivante est récoltée, sur une profondeur de 5 à 30 cm.
Cette sphaigne est celle qui est la plus commercialisée. Sa rétention d'eau, son aération et sa durée de vie dans le temps en font un réel concurrent pour les nombreux terreaux des commerces spécialisés. Elle constitue également une des alternatives à la tourbe (matière fossile non renouvelable). Son aspect naturel et écologique (renouvelable) couplé à son efficacité en font un matériau de prédilection pour le jardinage dit biologique, principalement pour la culture des orchidées ou encore des plantes carnivores. On peut également noter que la sphaigne est un matériau de premier choix dans la création de murs et de tableaux végétaux. Elle permet de réaliser des projets verticaux de toutes dimensions et de créer des structures autoportantes.

## Les utilisations
La sphaigne du Chili a de nombreuses applications:
Les industriels l'utilisent pour la fabrication de couches pour bébé ou de protections hygiéniques en raison de son fort pouvoir de rétention. La sphaigne pouvant retenir jusqu'à 20 fois son poids en eau.
Elle est également utilisée comme substrat pour la réalisation de murs végétalisés ou de tableaux végétaux.
La [« composition d'un tableau végétal », 5 février 2014 composition d'un tableau végétal] à partir de sphaigne présente plusieurs avantages :Le Ph particulièrement acide de la sphaigne exerce une action fongicide naturel sur les racines des plantes réduisant ainsi le développement de bactéries ou de champignons qui pourrait nuire à leurs croissances.
La culture sur sphaigne permet une économie d'eau puisque la plante puise l'eau stockée dans la sphaigne en fonction de ses besoins.
La sphaigne étant un substrat aéré, la bonne oxygénation des racines favorise le développement des plantes.